# Лосиновка
Лоси́новка (укр. Лосинівка) — посёлок в Нежинском районе Черниговской области Украины, административный центр Лосиновской поселковой общины. Было центром Лосиновского поселкового совета.

## История
Урочище Лосиные головы известно с 1197 года; c 1627 года — село Лосиные головы, с 1767 года — село Лосиновка. Волостной центр Лосиновской волости Нежинского уезда.
В селе была Иоанно-Богословская церковь. Священнослужители Иоанно-Богословской церкви:
- 1787 — священник Петр Алексеевич Белуга
- 1808 — священник Василий Андреевич Паскевич

День освобождения — 14 сентября 1943 года. Посёлок городского типа с 1958 года.
Расположена в 5 км от одноимённой стации Лосиновка Южной железной дороги. Расстояние от станции Лосиновка до Чернигова по железной дороге — 102 км, до Киева — 145 км.
В 2007 году органом местного самоуправления был утверждён герб и флаг Лосиновки, причём на гербе и на флаге изображена золотая голова лося.

## Галерея
- Посёлок зимой
- Дом культуры
- Свято-Троицкая церковь